# Obélodalix
Obélodalix est un personnage de la série de bande dessinée Astérix. Il apparaît dans l'album Comment Obélix est tombé dans la marmite du druide quand il était petit (sans être nommé) puis dans l'album Astérix et la rentrée gauloise (éd. 2003), et enfin dans l'album Astérix et Latraviata.
C'est le père d'Obélix.

## Carte d'identité

### Rôle du personnage

#### Comment Obélix est tombé dans la marmite du druide quand il était petit
Dans cet album, Obélodalix joue quasiment un rôle de figurant. En racontant son enfance, Astérix fait allusion aux attaques romaines dont le village faisait déjà l'assaut. Le druide Panoramix préparait déjà la potion magique. Dans la file qui attend pour la boire, on aperçoit Obélodalix. Nous le voyons ensuite manger du sanglier rôti lors d'un banquet donné après la bataille. Puis, nous le revoyons à deux reprises, après une autre bataille, en train de porter les casques enlevés aux légionnaires romains (à noter qu'Obélix aussi collectionnera les casques de ses adversaires).

#### Astérix et la rentrée gauloise
Nota : bien que publiée en 2003, cette histoire fut dessinée en 1994 par Uderzo. Nous la situons donc ici, avant Astérix et Latraviata (album sorti en 2001).
- Obélodalix réapparaît dans l'histoire En 35 av. J.-C., dans la seconde édition de l'album Astérix et la rentrée gauloise. Cette histoire se passe le jour de la naissance d'Astérix et Obélix. Pendant qu'une bagarre éclate dans le village, Obélodalix et Astronomix se font renvoyer de chez eux afin de ne pas troubler leurs femmes, en train d'accoucher. S'ennuyant, ils participent alors à la bagarre. Le druide Panoramix intervient alors pour annoncer la naissance des deux bébés : Obélodalix appelle son fils Obélix, Astronomix appelle le sien Astérix.
- C'est dans cette histoire que nous apprenons qu'Obélodalix exerce la profession de livreur de menhirs. En effet, il passe devant une pancarte Carrière Obélodalix au moment où il quitte sa maison.

#### Astérix et Latraviata
Pour leur anniversaire, Astérix et Obélix se voient offrir un glaive et un casque par leurs mères respectives, Praline et Gélatine, tandis que leurs pères sont restés à Condate.
Astronomix et Obélodalix tiennent en effet à Condate un commerce de souvenirs d'Armorique nommé Le Contemporain. Ils sont restés là-bas pour profiter de la saison touristique et ainsi faire des affaires. 
Le soir venu, Astronomix et Obélodalix vont à la taverne déguster une cervoise. Ils reviennent ivres, puis s'aperçoivent trop tard que leur boutique a été vandalisée. Ils sont alors arrêtés par les Romains qui les emmènent voir le préfet Bonusmalus. Ce dernier les fait mettre en prison : c'est là qu'Astronomix et Obélodalix apprennent de Roméomontaigus que le glaive et le casque (échangées à ce dernier contre une barrique de cervoise) ont en fait été volées à Pompée par Roméomontaigus. Ils apprennent aussi que si Pompée est en Gaule, c'est pour préparer un coup d'État contre Jules César.
Plus tard, Roméomontaigus sort de prison. Astronomix lui donne une bourse pleine de sesterces pour qu'il prévienne Tragicomix et Falbala, habitant eux aussi à Condate, de leur emprisonnement. Mais le Romain, ivre à nouveau, va oublier sa mission.
Ce n'est que bien plus tard qu'Astérix et Obélix, alertés par Falbala sur le chemin de Condate, viendront les délivrer. S'ensuit alors une bataille entre les Gaulois et le préfet Bonusmalus, à laquelle Astronomix assiste en compagnie d'Obélodalix.
De retour chez eux, Astronomix et Obélodalix offrent une robe à Latraviata et participe au banquet final dans le village gaulois.

### Portrait physique
- À l'instar d'Astronomix, le physique d'Obélodalix annonce fortement celui de son fils Obélix. Il est grand, un peu enveloppé, roux, son visage est le même que son fils mais il ne porte pas de tresses. Quand il aura vieilli, ses traits resteront les mêmes, sauf qu'il aura les cheveux blancs. Dans le banquet final d'Astérix et Latraviata, sa femme Gélatine lui dit de ne pas manger trop gras.
- Son casque est le même que celui d'Astérix, mais les ailes de ce dernier sont plus grandes.

### Portrait moral et caractère
Outre son caractère bagarreur, la personnalité d'Obélodalix ne transparaît guère des albums. Par analogie, nous pouvons le comparer à celle de son fils Obélix. Dans l'histoire En 35 avant JC, il annonce que son fils sera aussi malin que lui.

### Nom
- Origine de son nom : ô belle odalisque.
- Ne pas confondre avec Bellodalix (habitant du village dans Le Fils d'Astérix), ni avec Odalix (Le Tour de Gaule d'Astérix).

## Obélodalix dans le monde
Il est également connu à l'étranger sous le nom de :
- Obeliscoidix en anglais  Royaume-Uni
- Obelopalix en néerlandais  Pays-Bas
- Obélochétoulix en picard

## Sources
- Le Livre d'Astérix le gaulois, Albert-René, 1999.
- Dictionnaire Goscinny, JC Lattès, 2003.